# Ameronothrus bilineatus
Ameronothrus bilineatus är en kvalsterart som först beskrevs av Michael 1888.  Ameronothrus bilineatus ingår i släktet Ameronothrus och familjen Ameronothridae. Inga underarter finns listade i Catalogue of Life.